# Xilografía

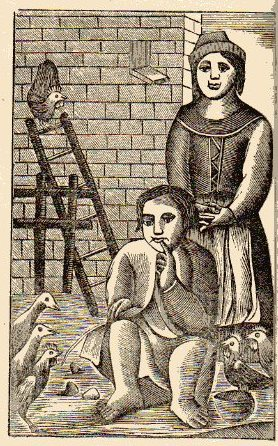
Xilografía,.

La xilografía (del griego ξυλον, xylón, ‘madera’; y γραφη, grafé, ‘inscripción’) es una técnica de impresión con plancha de madera. El texto o la imagen deseada se talla a mano con una gubia o buril en la madera. Se utiliza habitualmente una sola matriz (llamada también taco) para cada página. A continuación se impregna con tinta y presionándola contra un soporte (como el papel) se obtiene la impresión del relieve. 
Las maderas más adecuadas para realizarla son la de boj, la de cerezo o la de peral. Otras maderas menos duras, como las de arce y roble, no son adecuadas para la xilografía.

## Tipos
Existen dos tipos de xilografía en función de cómo se realice el grabado en la madera: al hilo y a testa.

### Xilografía «al hilo»
La superficie de grabado está cortada en paralelo a las fibras del tronco. Este método es propenso a la aparición de nudos y fibras irregulares con el consecuente problema para la impresión. Fue la técnica predominante hasta el siglo XIX y en textos especializados se denomina entalladura.

### Xilografía «a testa»
La cara es perpendicular a las fibras. Es la técnica predominante a partir del siglo XIX, cuando se bautizó con el término xilografía, que es un neologismo.
Prácticamente el único uso que se le sigue dando a la Xilografía es el artístico debido a su notorio carácter gráfico (el trazo grueso), puesto que han surgido muchos otros sistemas de impresión que hacen que la impresión de textos e imágenes sea óptima y con clichés (matrices de impresión, en el caso de la Xilografía es la madera) mucho más duraderos y que proporcionan impresos de mayor calidad.

## Historia
La xilografía es originaria de China y supuso la mecanización del proceso de impresión. Como método de impresión sobre tela, los ejemplos más antiguos que sobrevivieron en China son anteriores al año 220, y en Egipto, del siglo VI d. C. o VII d. C. El ukiyo-e es el tipo de impresión japonés por medio de sellos de madera más conocido.
Después de la imprenta, la xilografía se usó para las ilustraciones. Al terminar el siglo XV d. C. perdió fuerza frente a la calcografía, que es mucho más precisa, sin embargo, su uso perduró en las imprentas de pueblo. Hoy día su uso como técnica industrial es nulo, pues ya existe el fotograbado; a pesar de ello se sigue utilizando artesanalmente, por lo general, con fines artísticos.
El primer libro ilustrado con esta técnica al que se le ha podido adjudicar una fecha precisa de elaboración fue el chino Sutra del Diamante (868, actualmente alojado en el Museo Británico de Londres). En Occidente se introdujo en la Edad Media, las primeras muestras de xilografía datan del siglo XIII d. C., se trata de naipes realizados con esta técnica. A continuación se emplea para estampas religiosas, la primera data de finales del siglo XIV d. C. Se adopta como técnica para ilustrar libros, en los primeros años aparece en los llamados libros xilográficos, de 20 a 30 páginas con textos breves e imágenes destacadas. Además el cristianismo se aprovecha de la nueva técnica para acompañar sus mensajes de ilustraciones.

### Libro xilográfico
Se denomina así al libro cuyas páginas se imprimen con planchas fijas. Los textos se tallan a razón de una plancha por página, por lo que una modificación en una página requiere tallar la plancha entera. Entre las muestras más destacadas de libros xilográficos europeos se encuentra el Apocalipsis, editado en los Países Bajos y Alemania a mediados del siglo XV d. C., y la Biblia pauperum o Biblia picta, editada hacia 1470 en Alemania.
Los libros xilográficos solían ser más pictóricos que textuales. Se realizaban en menos tiempo que los libros pintados a mano tradicionales, pero el proceso de producción seguía siendo laborioso y solo resultaba satisfactorio en el caso de libros breves y muy solicitados. Con el incremento del interés por el saber y por la literatura durante el Renacimiento, se produjo una demanda de libros de texto más densos. La única manera de producir estos libros con rapidez y de una forma relativamente barata era empleando los tipos móviles, por lo que hacia 1500 este método había desbancado casi totalmente al libro xilográfico, que nunca ha sido resucitado en serio.

### Grabados en xilografía

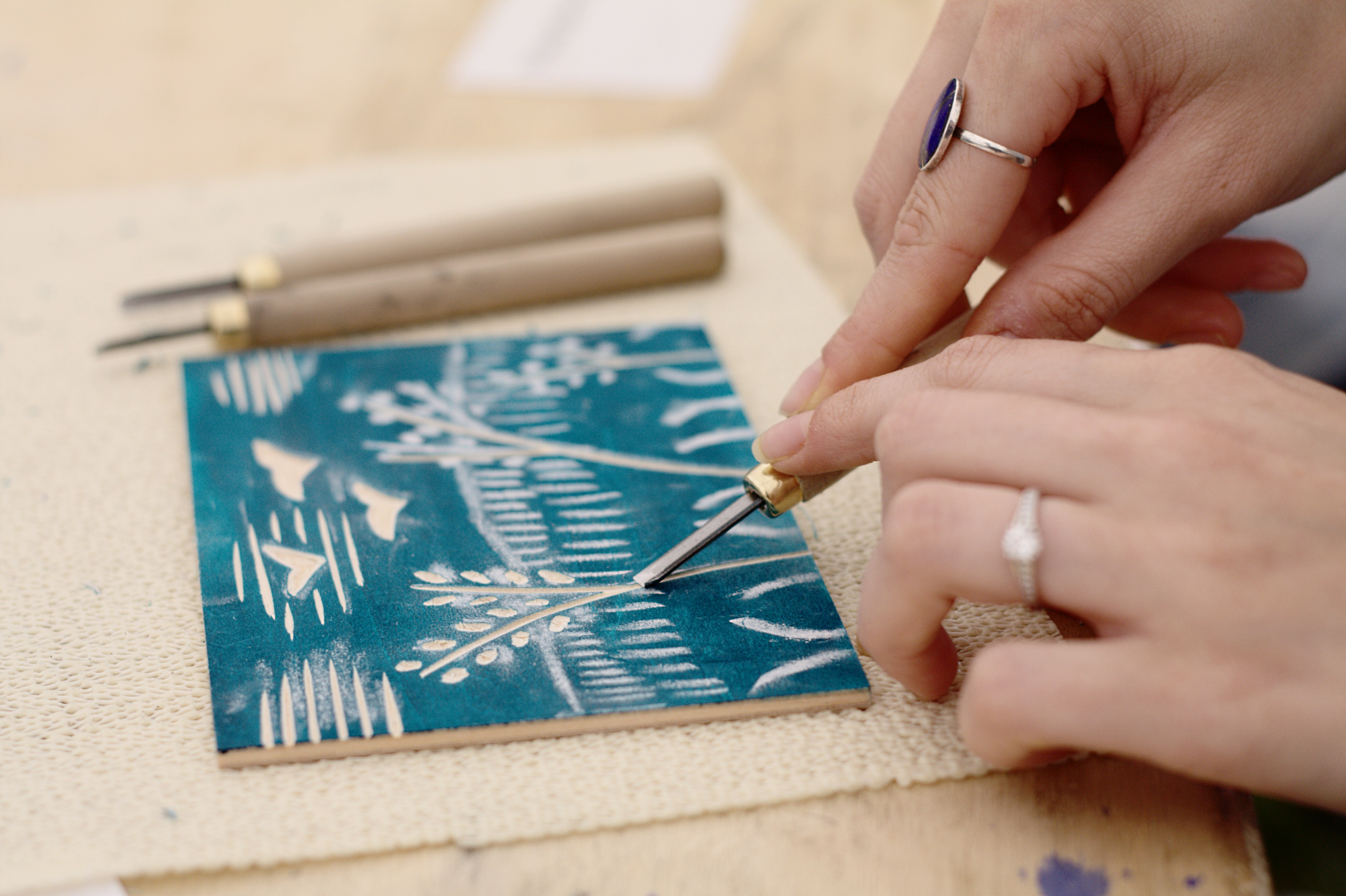
Preparando la madera y diseño.

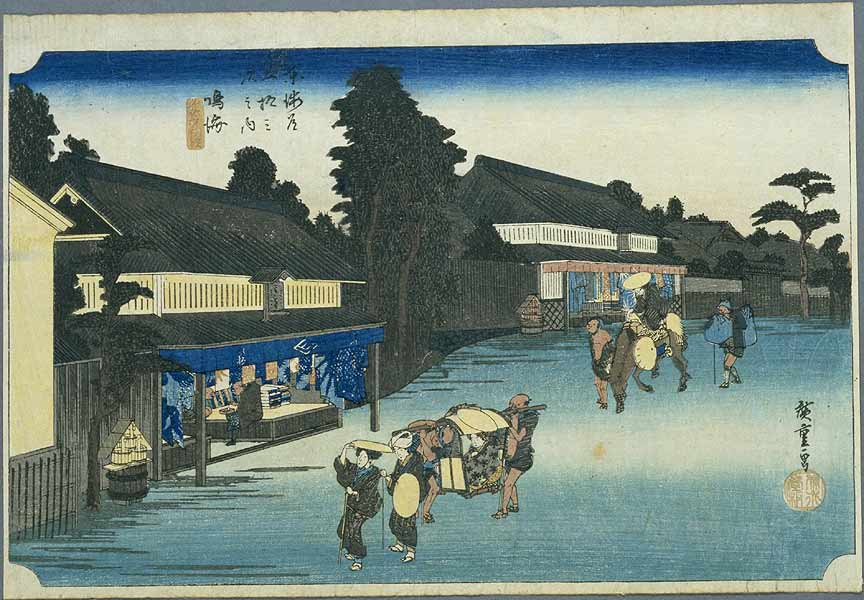
Grabado "Ukiyo-e" perteneciente a la serie de Las Cincuenta y Tres Estaciones de Tōkaidō, de Utagawa Hiroshige.

El uso de la xilografía para grabados artísticos alcanzó su auge en Europa en el siglo XV, y fue perdiendo vigencia a medida que se imponían otras técnicas de grabado sobre metal: a buril, aguafuerte, etc. Seguramente fue en la actual Alemania donde la xilografía alcanzó mayor desarrollo, en parte porque ciudades como Núremberg eran importantes centros de producción y comercialización del papel, que sustituyó al tradicional pergamino de la Edad Media y que facilitó y abarató la producción de libros y estampas.
A finales del siglo XV, Michael Wolgemut regentó un activo taller, que producía ilustraciones en xilografía para libros como la Crónica de Núremberg, un tomo de gran volumen y más de 1800 imágenes (si bien bastantes repetidas). Durero debió de aprender la técnica xilográfica durante su etapa en este taller, y ya en su etapa como maestro independiente, la revolucionó con su serie del Apocalipsis (1498). Ya en la siguiente década, Durero prefirió grabar sobre metal, aunque produjo series xilográficas de gran éxito, comparativamente más económicas, como La Gran Pasión, La vida de la Virgen y La Pequeña Pasión.
La xilografía, a pesar de su calificación como técnica primitiva, fue adoptando mejoras que ayudaron a mantener su vigencia. Hans Burgkmair es considerado el inventor de la xilografía tonal o a varios colores, un método bastante trabajoso que intentaba recrear las láminas coloreadas a mano. Para ello, se elaboraban varias planchas de la misma imagen, una por cada color, tallándose en cada una solo el plano de un color. Al estampar sucesivamente las diferentes planchas en el mismo papel, una sobre otra, se combinaban los tonos y se formaba la imagen deseada en color. Este fundamento podría entenderse como un antepasado de la moderna impresión ófset.
En Italia, la técnica de xilografía tuvo un desarrollo comparativamente menor, aunque a principios del siglo XVI d. C., los grabadores del renacimiento aportaron la novedad de la xilografía de chiaroscuro, que recreaba las texturas de la acuarela. El fundamento es similar al de la xilografía tonal, aunque usualmente los colores son más restringidos (uno o dos) y no perfilan planos cerrados ni con tonos muy vistosos, sino que se superponen formando aguas a modo de grisalla. Entre los pioneros de dicha técnica en Italia, destacan Ugo da Carpi y Antonio da Trento.